# Graham DeLaet
Graham DeLaet (Weyburn (Saskatchewan), 1982) is een Canadees golfer. Hij groeide op in Moose Jaw en studeerde aan de Boise State University in Idaho. Daar bleef hij wonen.

## Amateur
Tijdens zijn studie won hij tien toernooien en in 2005 werd hij 3de op het Edmonton Open van de Canadese PGA Tour.

### Gewonnen
- 2005: Saskatchewan Amateur
- 2006: Saskatchewan Amateur

### Teams
- Four Nations Cup: 2006

## Professional
DeLAet werd in 2007 professional en werd dat jaar rookie op de Canadese Tour. Een jaar later behaalde hij zijn eerste overwinning. In 2009 speelde hij op de Nationwide Tour en de Sunshine Tour. Eind 2009 ging hij naar de AMerikaanse Tourschool, hij haalde de Final STage en eindigde op de 8ste plaats. Sindsdien speelt hij op de PGA Tour.

In 2011 liep hij een rugblessure op waardoor hij dat jaar bijna niet kon spelen. In 2012 behield hij zijn tourlaart en in 2013 had hij een goed seizoen waarin hij zich lkwalificeerde voor zijn eerste Majr, het Brits Open. Hij haalde het weekend maar eindigde op de 83ste plaats.

### Gewonnen
Canadese Tour
- 2008: Desjardins Montreal Open
- 2009: ATB Financial Classic, Canadian Tour Players Cup

Sunshine Tour
- 2009: BMG Classic.

### Teams
- World Cup: 2008 (met Wes Heffernan), 2009 (met  Stuart Anderson)
- Presidents Cup: 2013